# Max Koecher
Max Koecher (Weimar, 20 de janeiro de 1924 — Lengerich, 7 de fevereiro de 1990) foi um matemático alemão.
Koecher estudou matemática na Universidade de Göttingen, onde obteve o doutorado em 1951 com a tese Über Dirichlet-Reihen mit Funktionalgleichung, orientado por Max Deuring, sendo porém Hel Braun sua orientadora efetiva. Obteve a habilitação em 1954 na Universidade de Münster. De 1962 a 1970 foi catedrático na Universidade de Munique, em em 1970 sucedeu Hans Petersson na Universidade de Münster, onde tornouse professor emérito em 1989.

## Obras
- Lineare Algebra und analytische Geometrie, 4. Aufl., Max Koecher, Springer, Berlin (1997) ISBN 3-540-62903-3
- Ebene Geometrie, 3. Aufl., Max Koecher, Aloys Krieg, Springer, Berlin (2007) ISBN 978-3-540-49327-3
- Jordan-Algebren, Hel Braun, Max Koecher, Springer, Berlin (1966) ISBN 3-540-03522-2
- The Minnesota Notes on Jordan Algebras and Their Applications, Max Koecher, Herausgeber Aloys Krieg, Sebastian Walcher, Lecture Notes in Mathematics 1710, Springer, Berlin 1999, ISBN 3-540-66360-6
- Klassische elementare Analysis, Max Koecher, Birkhäuser, Basel (1987)
- Elliptische Funktionen und Modulformen, 2. Aufl., Max Koecher, Aloys Krieg, Springer, Berlin (2007) ISBN 978-3-540-49324-2
- Numbers, Heinz D. Ebbinghaus, Hans Hermes, Friedrich Hirzebruch, Max Koecher, Klaus Mainzer, Jürgen Neukirch, Alexander Prestel, Reinhold Remmert, John H. Ewing, Springer Berlin (1991) ISBN 3-540-97202-1
- Zahlen, 3. Aufl., Heinz D. Ebbinghaus, Hans Hermes, Friedrich Hirzebruch, Max Koecher, Klaus Mainzer, Jürgen Neukirch, Alexander Prestel, Reinhold Remmert, Springer Berlin (1992) ISBN 3-540-55654-0 (darin von Koecher Beiträge zur Theorie der Algebren mit Remmert)
- Eine Frau und die Mathematik 1933-1940. Der Beginn einer wissenschaftlichen Laufbahn. Hel Braun, Herausgeber Max Koecher, Springer, Berlin (1989) ISBN 3-540-52166-6